# Combate de Ruivães
O Combate de Ruivães, ou Acção de Ruivães, foi um confronto militar entre forças opostas do Exército Português, travado a 18 de Setembro de 1837 na localidade de Ruivães, no contexto da Revolta dos Marechais. As forças afectas ao governo, comandadas pelo então 1.º Visconde das Antas, derrotam as forças sublevadas, comandadas pelo então 1.º Barão de Leiria. A vitória governamental determinou o fim da revolta com a assinatura da Convenção de Chaves, que a 7 de Outubro daquele ano determinou a rendição das tropas sublevadas, que ficaram à disposição do governo. Os oficiais foram autorizados a manter os seus postos, mas passaram a ser pagos de acordo com a tarifa de 1719. Os chefes da revolta, o então 1.º Marquês de Saldanha, o 1.º Duque da Terceira, o 1.º Duque de Palmela, José da Silva Carvalho e Luís da Silva Mouzinho de Albuquerque, foram obrigados a procurar exílio fora de Portugal.